# Torre Insignia
Der Torre Insignia (spanisch für Flaggschiff-Turm), seit 2012 offiziell Torre Independencia genannt, ist aufgrund seiner äußeren Form als dreieckiges Prisma ein sehr markantes Hochhaus in der Skyline der mexikanischen Hauptstadt Mexiko-Stadt. Es war zum Zeitpunkt seiner Einweihung im Jahr 1962 nach dem Torre Latinoamericana der zweithöchste Wolkenkratzer der Stadt. Der Torre Insignia beherbergt unter der Hausspitze das größte Glockenspiel beider Amerikas aus 47 Glocken, hergestellt von der niederländischen königlichen Glockengießerei Petit & Fritsen.

## Standort
Das Hochhaus steht an der Avenida Ricardo Flores Magón, Ecke Avenida Insurgentes Norte, im Stadtteil Tlatelolco des Stadtbezirkes Cuauhtémoc nördlich des Stadtzentrums der Hauptstadt und rund 800 Meter nördlich des Bahnhofs Buenavista.

## Geschichte
Aufgrund des rasanten Wachstums der Hauptstadt, insbesondere im Stadtzentrum und im Stadtteil Tlatelolco, stieg die Nachfrage nach Büroflächen, was die Grundstückspreise in die Höhe trieb. Damit wurde die Errichtung von Hochhäusern trotz der zusätzlichen Kosten für Erdbebensicheres Bauen zunehmend rentabel.
Angetrieben von der Nachfrage begann die Planung des Projekts 1957, die Bauarbeiten starteten 1958 und wurden bereits 1962 abgeschlossen.

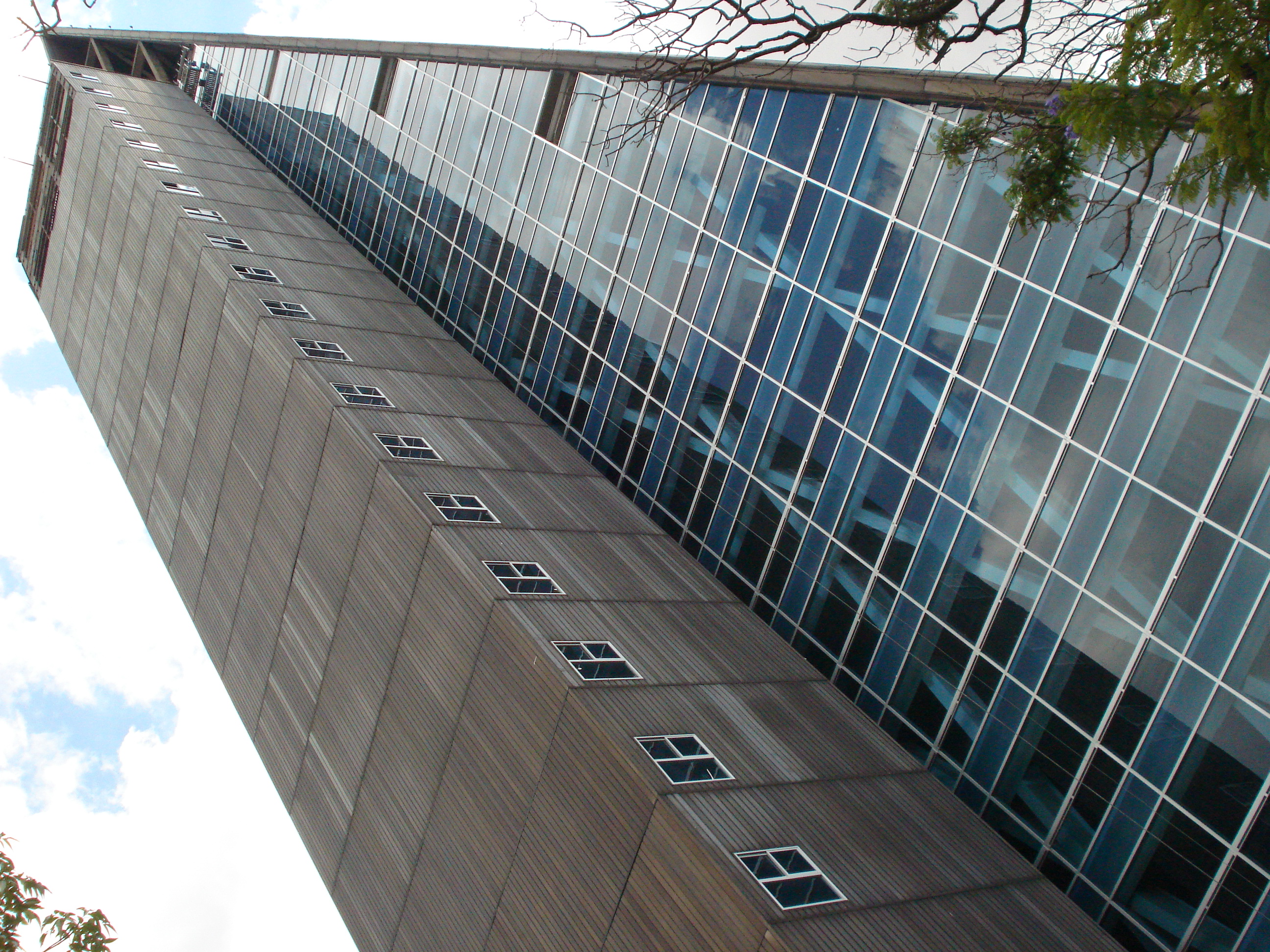
Ansicht des zusätzlichen Treppenturmes auf der Nordseite (2011)

Der auf der Nordseite des Gebäudes befindliche geschlossene Treppenturm wurde in den 1980er Jahren nachträglich aufgrund der Verschärfung der Brandschutzvorschriften errichtet. Außerdem wurde der Torre Insignia 2011 durch das zusätzliche Einbringen von 40 Stahlbeton-Bohrpfählen mit 0,6 Metern Durchmesser und 28 Metern Tiefe verstärkt und bisher drei Mal saniert.

### Erdbeben
Eine der größten Herausforderungen war seine Lage in einem Erdbebengebiet. Daher war es neben dem Torre Anáhuac, dem Edificio El Moro und dem Torre Latinoamericana das vierte Gebäude in der Stadt und weltweit, das mit modernster Erdbebendämpfertechnologie ausgestattet wurde. Diese vier Gebäude markierten somit den Beginn der großen Bauprojekte in Mexiko-Stadt.
Der Torre Insignia gilt als eines der sichersten Gebäude weltweit. Theoretisch hält das Gebäude einem Erdbeben der Stärke 8,5 auf der Richterskala stand.
Bisher hat er acht größere Erdbeben ohne nennenswerte, vor allem ohne strukturelle Schäden überstanden:
- 19. September 1985 mit einer Stärke von 8,1 auf der Richterskala,
- 1995 mit einer Stärke von 7,7,
- 1999 mit einer Stärke von 7,4,
- 2003 mit einer Stärke von 7,6,
- 13. April 2007 mit einer Stärke von 6,3,
- 27. April 2009 mit einer Stärke von 5,7,
- 22. Mai 2009 mit einer Stärke von 5,9 auf der Richterskala und dessen Epizentrum in der Stadt Tehuacán Puebla,
- 20. März 2012 mit einer Stärke von 7,8 auf der Richterskala sowie
- 19. September 2017 mit einer Stärke von 7,1.

## Nutzung
Der Torre Insignia war ursprünglich Hauptsitz der Bank Banco Nacional de Obras y Servicios Públicos, kurz Banobras, der Nationalbank für öffentliche Arbeiten und Dienstleistungen. Sie ist eine mexikanische Entwicklungsbank, deren Aufgabe es ist, Arbeiten zur Schaffung öffentlicher Dienstleistungen zu finanzieren. Die Banobras zog nach dem großen Erdbeben von 1985 aus.
Seit 2007 stand das Hochhaus leer.
Seit Oktober 2020 wird es vollständig von der Secretaria de Salud de la Ciudad de México, der staatlichen Gesundheitsbehörde der Hauptstadt, genutzt.

## Kunst am Bau
Die Farbmalereien auf den oberen Fassaden sind eine künstlerische Arbeit von Carlos Mérida, die von prähispanischen Symbolen inspiriert sind.

### Glockenspiel
Das in über 100 Metern Höhe befindliche Glockenspiel ist ein Geschenk Belgiens zum 150. Jahrestag der Unabhängigkeit Mexikos. Es besteht aus 47 Glocken aus der Glockengießerei Petit & Fritsen aus Aarle-Rixtel in der südniederländischen Provinz Nordbrabant. Sie wiegen zusammen rund 26 Tonnen. Die größte Glocke namens Hidalgo wiegt alleine rund fünf Tonnen.

## Trivia

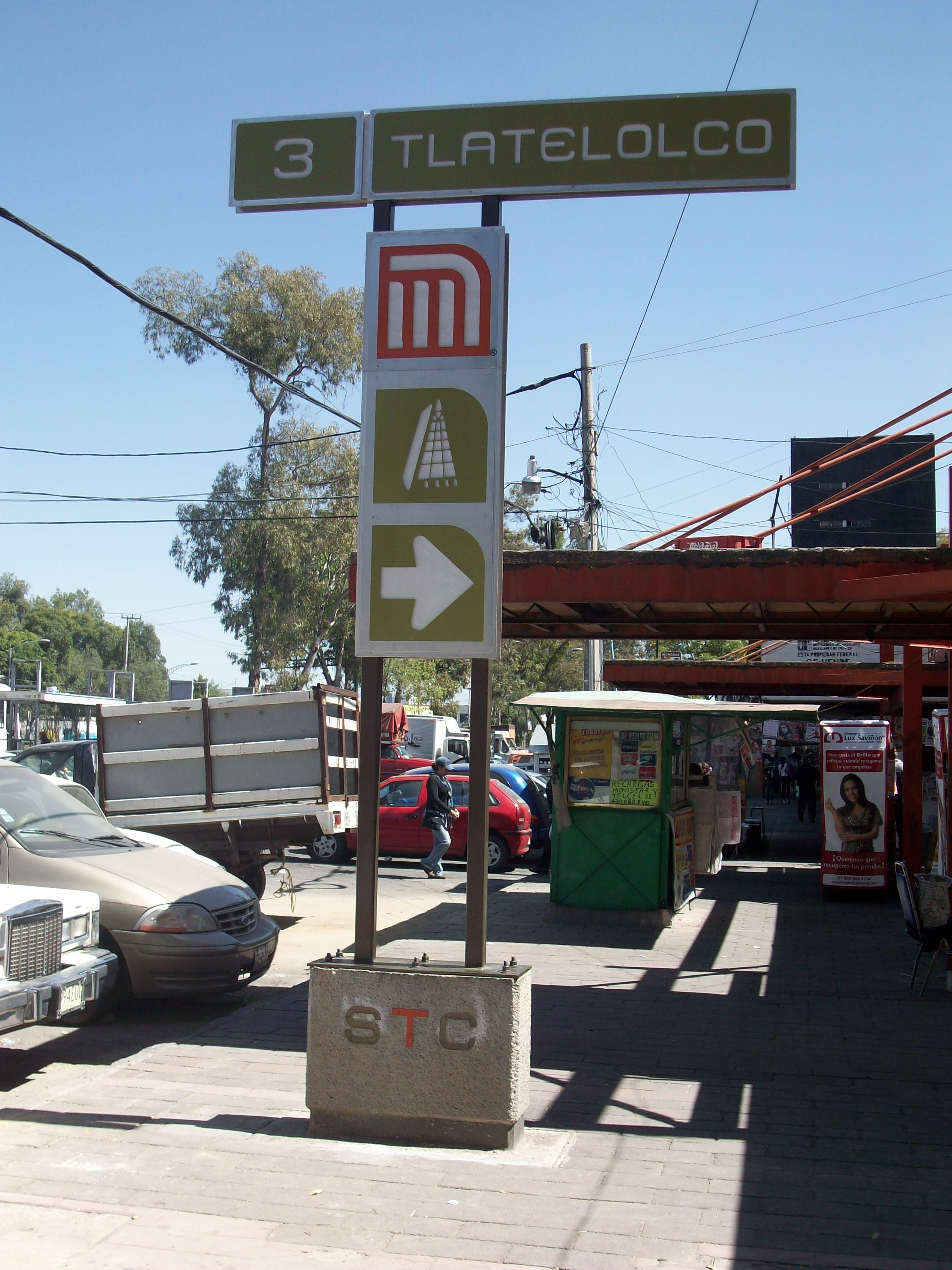
Wegweiser zur Station Tlatelolco an der U-Bahn-Linie 3

Die Station Tlatelolco der Linie 3 der U-Bahn Mexiko-Stadt hat den stilisierten Torre Insignia als leicht wiedererkennbares Stationssymbol. Sie befindet sich rund 800 Meter östlich des Hochhauses an der Avenida Manuel González.